# 양주 진씨
양주 진씨(楊州陳氏)는 경기도 양주시를 본관으로 하는 한국의 성씨이다. 시조는 고려에서 장야서령을 지낸 진인광(陳仁光)이다. 

## 참고 자료
- “양주진씨(楊州陳氏)”. 뿌리를 찾아서.[깨진 링크(과거 내용 찾기)]